# Mimiviridae
Mimiviridae — родина дволанцюгових ДНК-вмісних вірусів. Господарями Mimiviridae є одноклітинні протисти, зокрема амеби. Першим вірусом описаним у родині у 2003 році був Mimivirus.